# Archistes plumarius
Archistes plumarius és una espècie de peix pertanyent a la família dels còtids.

## Descripció
- Fa 7,2 cm de llargària màxima.[4][5]

## Hàbitat
És un peix marí, demersal i de clima boreal que viu entre 10 i 100 m de fondària.

## Distribució geogràfica
Es troba al Pacífic nord-occidental: les illes Kurils i les illes del Comandant.

## Observacions
És inofensiu per als humans.